# Шатров, Дмитрий Леонтьевич
Дмитрий Леонтьевич Шатров (7 ноября 1929—2002) — евангелический епископ (c 1985). 

## Биография
Родился в Тверской области, затем перебрался в Ленинград, где с 1953 года являлся лидером подпольной евангелической общины. С 1972 года пресвитер пятидесятнической общины именуемой Церковь Евангельских Христиан в Духе Апостолов. В 1953—1972 гг. работал энергетиком в госплемзаводе «Лесное». В 1976 году окончил московскую баптистскую библейскую школу.
Был женат на Эльвире Васильевне, имел четырёх детей, в том числе Шатрова Дмитрия Дмитриевича и Ольгу Голикову.